# Етнолепідоптерологія
Етнолепідоптерологія — розділ етноентомології, який досліджує екологічні і культурні взаємозв'язки між людиною і метеликами.